# Rue Dodonée
La rue Dodonée (en néerlandais: Dodonéestraat) est une voie de la commune bruxelloise d'Uccle. 

## Situation et accès
Son tracé rectiligne qui part de l'avenue Molière pour s'arrêter à l'avenue Winston Churchill change de nom pour laisser place à la rue Ernest Gossart et finalement à l'avenue Moscicki.

## Origine du nom
La rue porte le nom de Rembert Dodonée, botaniste et un médecin malinois.